# Maybe I'll Catch Fire
Maybe I'll Catch Fire é o segundo CD da banda de Punk Rock de Chicago Alkaline Trio, realizado em 14 de Março de 2000 pela Asian Man Records. Esse foi o último CD deles pela Asian Man e também seu último CD com Glenn Porter na bateria, que deixou a banda depois que o CD foi lançado e foi substituído por Mike Felumlee quando a banda foi para a Vagrant Records para a gravação de seu próximo CD, From Here To Infirmary.

## Recepção
Mike DaRonco, do Allmusic, gostou do CD, mas menos do que o trabalho anterior da banda, Goddamnit, de 1998, dizendo que "Liricamente, talvez Maybe I'll Catch Fire siga os passos de Goddamnit, enquanto continuam a fazer uma espécie de Pop Punk agressivo. Não tão essencial quanto os trabalhos anteriores do Trio, afinal, é difícil fazer um CD que fique igual a Goddamnit".

## Musicalidade
Musicalmente, Maybe I'll Catch Fire está mais maduro em relação ao seu antecessor de estúdio, Goddamnit. Nesse CD já se encontram letras mais poéticas e mais líricas, que acabaram por ser uma das marcas da banda.
Músicas como "Tuck Me In", apresentam um Hardcore muito emocional, o chamado Emocore. Já músicas como "5-3-10-4" apresentam uma músicalidade rápida, com seu andamento acelerado, sendo puramente Punk. E outras como "Keep 'Em Coming" apresentam um andamento mais cadenciado, com uma guitarra constante na música inteira.
Já em outros momentos, temos músicas pesadas e melancólicas, como "Sleepyhead", que contém um ritmo pesado e vocais mais gritados pelo vocalista/guitarrista Matt Skiba, e músicas melancólicas e com um andamento que lembra o rock Gótico, como é o caso de "Madam Me".

## Lista de Músicas
Todas as músicas e letras foram escritas e compostas por Matt Skiba, Dan Andriano e Glenn Porter.
| N.º            | Título                     | Duração |  |
| 1.             | "Keep 'Em Coming"          | 4:10    |  |
| 2.             | "Madam Me"                 | 2:59    |  |
| 3.             | "You've Got So Far To Go"  | 3:14    |  |
| 4.             | "Fuck You Aurora"          | 4:49    |  |
| 5.             | "Sleepyhead"               | 3:56    |  |
| 6.             | "Maybe I'll Catch Fire"    | 3:07    |  |
| 7.             | "Tuck Me In"               | 2:39    |  |
| 8.             | "She Took Him To The Lake" | 2:40    |  |
| 9.             | "5-3-10-4"                 | 2:56    |  |
| 10.            | "Radio"                    | 4:41    |  |
| Duração total: | Duração total:             | 35:15   |  |

## Envolvidos
- Matt Skiba - Guitarra, Vocais nas faixas 1, 2, 4, 5, 7, 9 e 10, Vocais de Apoio no resto.
- Dan Andriano - Baixo, Vocais nas faixas 3, 6 e 8, Vocais de Apoio no resto.
- Glenn Porter - bateria, Percussão.